# أرتينا
أرتينا هي بلدة تابعة لأقليم روما يبلغ عدد سكانها 14154 نسمة عام 2009.

## السكان
تطور النمو السكاني لـ أرتينا